# Női 4 × 400 méteres váltófutás a 2015-ös atlétikai világbajnokságon
A 2015-ös atlétikai világbajnokságon a női 4 × 400 méteres váltófutás versenyszámának selejtezőit és döntőjét a Pekingi Nemzeti Stadionban rendezték. A győztes Jamaica csapata lett.

## Előfutamok
| #   | Ország             | Versenyzők                                                                     | Idő     |   |
| --- | ------------------ | ------------------------------------------------------------------------------ | ------- | - |
| 1.  | Egyesült Államok   | Phillys Francis Jessica Beard Sanya Richards-Ross Francena McCorory            | 3:23,05 | Q |
| 2.  | Nigéria            | Regina George Funke Oladoye Tosin Adeloye Patience Okon George                 | 3:23,27 | Q |
| 3.  | Jamaica            | Anastasia Le-Roy Shericka Jackson Chrisann Gordon Christine Day                | 3:23,62 | Q |
| 4.  | Oroszország        | Marija Mihailjuk Kszenyija Zadorina Jekatyerina Renzsina Kszenyija Akszjonova  | 3:23,75 | Q |
| 5.  | Egyesült Királyság | Eilidh Child Anyika Onuora Kristen McAslan Seren Bundy-Davies                  | 3:23,90 | Q |
| 6.  | Franciaország      | Estelle Perrossier Marie Gayot Agnès Raharolahy Floria Gueï                    | 3:24,86 | Q |
| 7.  | Ukrajna            | Julija Olisevszka Olha Bibik Olha Zemljak Olha Ljahova                         | 3:26,01 | q |
| 8.  | Kanada             | Carline Muir Aiyanna Stiverne Sage Watson Nicole Sassine                       | 3:26,14 | q |
| 9.  | Olaszország        | Maria Benedicta Chigbolu Elena Maria Bonfanti Ayomide Folorunso Chiara Bazzoni | 3:27,07 |   |
| 10. | Bahama-szigetek    | Lanece Clarke Christine Amertil Katrina Seymour Shaunae Miller                 | 3:28,46 |   |
| 11. | Románia            | Andreea Grecu Anamaria Ioniță Sandra Belgyan Bianca Răzor                      | 3:28,60 |   |
| 12. | Ausztrália         | Anneliese Rubie Jessica Gulli Lauren Wells Morgan Mitchell                     | 3:26,61 |   |
| 13. | Japán              | Aojama Szeika Icsikava Kana Csiba Aszami Aoki Szajaka                          | 3:28,91 |   |
| 14. | India              | Jisna Mathew Tintu Lukka Dabasree Majumdar M. R. Poovamma                      | 3:29,08 |   |
| 15. | Lengyelország      | Małgorzata Hołub Patrycja Wyciszkiewicz Joanna Linkiewicz Justyna Święty       | 3:32,83 |   |
| 16. | Kína               | Huang Guifen Wang Huan Li Xue Cheng Chong                                      | 3:34,98 |   |

## Döntő
| #  | Ország             | Versenyzők                                                                    | Idő     |
| -- | ------------------ | ----------------------------------------------------------------------------- | ------- |
|    | Jamaica            | Christine Day Shericka Jackson Stephenie Ann PcPherson Novlene Williams-Mills | 3:19,13 |
|    | Egyesült Államok   | Sanya Richards-Ross Natasha Hastings Allyson Felix Francena McCorory          | 3:19,44 |
|    | Egyesült Királyság | Christine Ohuruogu Anyika Onuora Eilidh Child Seren Bundy-Davies              | 3:23,62 |
| 4. | Oroszország        | Nagyezsda Kotljarova Kszenyia Zadorina Kszenija Rizsova Kszenyija Akszjonova  | 3:24,84 |
| 5. | Nigéria            | Regina George Funke Oladoye Tosin Adeloye Patience Okon George                | 3:25,11 |
| 6. | Ukrajna            | Olha Zemljak Natalija Lupu Natalija Pihida Olha Ljahova                       | 3:25,94 |
| 7. | Franciaország      | Estelle Perrossier Marie Gayot Agnès Raharolahy Floria Gueï                   | 3:26,45 |
| 8. | Kanada             | Carline Muir Aiyanna Stiverne Sage Watson Audrey Jean-Baptiste                | 3:27,69 |